# Talamus

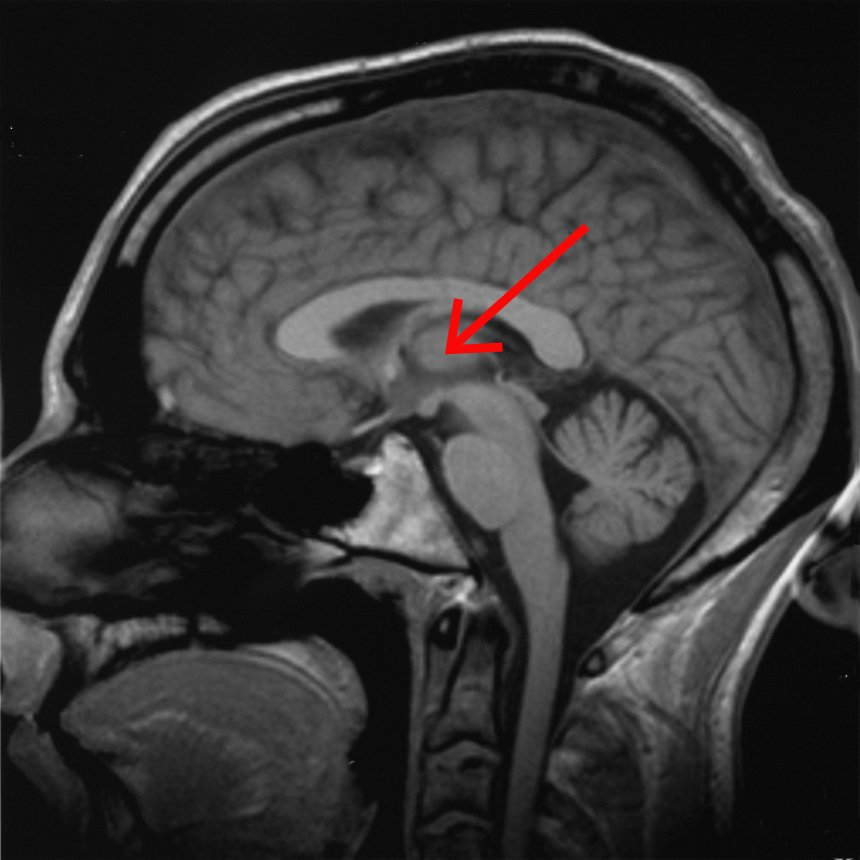
Snittbild av hjärnan (sedd från sidan) med talamus markerad.

Talamus (från grekiska θάλαμος /tʰá.la.mos/, 'inre kammare') är en bilateral parig struktur som är belägen i mellanhjärnan. Tillsammans med hypotalamus bildar talamus diencephalon.  Talamus bildar sidoväggarna för den tredje hjärnventrikeln (se ventrikelsystemet). Dess övergripande funktion är samordnandet av aktivitet mellan hjärnans olika områden. Framförallt hanterar talamus sinnesintryck och fungerar som relä för information som skickas mellan olika delar av hjärnan. Talamus är uppbyggd av delkärnor (thalamuskärnor) som sörjer för olika delar av talamus funktion.

## Talamus uppbyggnad
Talamus består av grå hjärnsubstans och är delad i två halvor, var och en belägen i varsin hjärnhalva. De två halvorna binds samman genom massa intermedia. Talamus utgörs av en mängd olika delkärnor som alla hanterar olika typer av information i hjärnans neuronala nätverk, det råder ingen konsensus kring hur många delkärnor det anses att talamus består av, antalet växlar mellan ett tjugotal ända upp till ett femtiotal definierade strukturer i litteraturen. Huvuddelen av dessa strukturer utgörs av associationskärnor som sköter förmedlingen av information mellan olika delar av hjärnan. Förutom dessa finns också de delkärnor som svarar för informationsflödet mellan sinnesorganen och andra delar av hjärnan, primärt hjärnbarken. Varje talamisk kärna mottar en viss typ av sinnesintryck och skickar den till den del av hjärnbarken som hanterar den typen sinnesintryck.

## Funktion
Talamus har en viktig funktion då den framför allt fungerar som en integrerande kopplingsstation för hjärnans olika delar.
Den hanterar bland annat inkommande sensoriska signaler, som är centrala i vår varseblivning av vår omgivning. Det vill säga, den tar emot stimuli från våra sinnen och vidarebefordrar denna till lämpliga mål i övriga delar av hjärnan. Talamus hanterar exempelvis visuella, auditiva och sensomotoriska stimuli från sinnesorganen och kommunicerar dessa till sina slutmål i hjärnbarken där de lagras och processas.
Talamus har även viktiga funktioner i genererandet av viljestyrda rörelser, där talamus är en delstation i loopen mellan motoriska barken och basala ganglierna, som har en viktig funktion i att initiera rörelser. Den tar även emot korrigerande motorsignalering från lillhjärnan, som hjälper till att finjustera våra rörelser.
Talamus är också en del av funktionen som leder till vår generella arousal då det retikulära aktiveringssystemet sänder information via talamus upp till hjärnbarken som leder till vår vakenhet. Talamus verkar även spela in i vår förmåga till uppmärksamhet via olika delkärnor. Exempelvis spelar delkärnan pulvinar en viktig roll när det gäller vår visuella orientering. Talamus hålls underrättad om kortikal aktivitet och är på så sätt delaktig i att avgöra vilka förnimmelser som är relevanta att bearbeta. Alla sinnessignaler är inte viktiga att uppmärksamma, exempelvis behöver vi inte uppmärksamma den taktila känslan av kläder i vårt vardagliga liv, men en stark smärtkänsla av att exempelvis bränna handen är viktig signal som måste bearbetas. Denna prioritering och hindrande av överinformation sker i Talamus.
Talamus är även en del av de subkortikala loopar som bidrar till hur vi laddar sinnesintryck med emotionellt värde genom samröre med hjärnbarken, amygdala och hippocampus. Sinnesintryck passerar genom talamus till amygdala för att laddas med ett för oss i stunden viktigt affektivt värde som exempelvis kan vara kopplat till fara. Talamus är även en del av vår implicita och explicita minnesformering, både lång- och kortsiktigt genom sin interaktion med hjärnbarken och prefrontalloberna.

## Samverkan med andra områden
Talamus funktion är centrerad kring att samverka med andra områden. Nästan alla delar av hjärnbarken sänder eller mottar information till och från Talamus. Talamus är förutom detta även sammanbunden med de basala ganglierna, lillhjärnan och det limbiska systemet. Talamus hanterar information från så stora delar av hjärnstrukturen att det är svårt att se att talamus samverkan går att meningsfullt begränsa.

## Störd funktion och skador
En störd funktion hos talamus leder till upplevelser av svår förvirring då sinnesintryck och signaler mellan hjärnbarkens olika delar kan bli korrupta. Studier på personer med schizofreni pekar på en störd thalamusfunktion, vilket skulle ge upphov till den förvrängda verklighetsuppfattning som karaktäriserar denna sjukdom. Då talamus är en del av det motoriska systemet så skulle skador på denna även kunna leda till försämrad finmotorik och exempelvis tremor.